# 성난 얼굴로 돌아보라 (희곡)

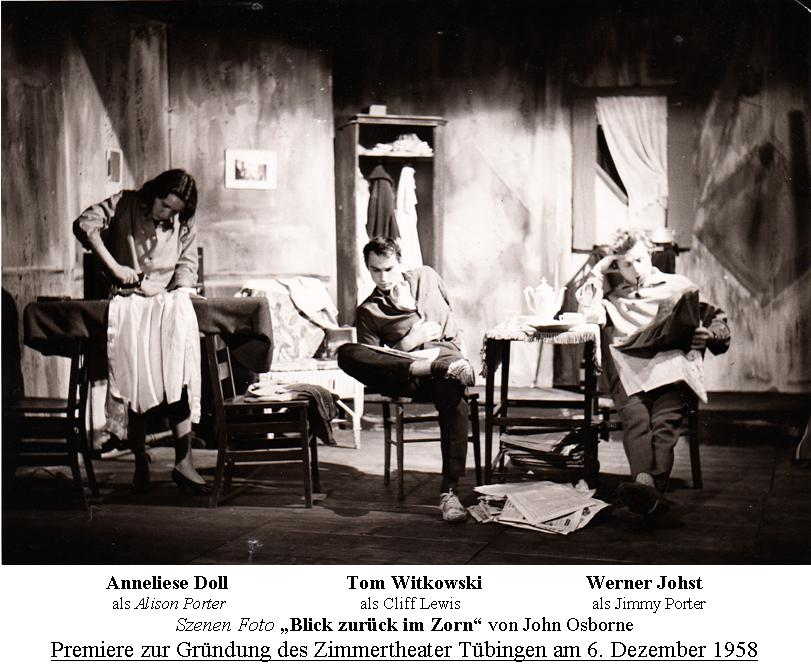

《성난 얼굴로 돌아보라》(Look Back in Anger)는 영국의 희곡이다. 존 오스본 작의 3막극. 1956년 작품으로 물질 문명이 가져 온 인간 상호의 매스 커뮤니케이션의 부재(不在), 소위 인간을 맺어주는 애정이 파괴된 상황을 사실적(事實的)인 수법으로 묘사하고 있다.  한국에서는 김경옥 역으로 '제작극회'(1960. 7), 극단 '성좌'(1970. 3) 등에 의하여 상연된 바 있다.  중부 잉글랜드의 봄날 저녁무렵이다. 지미는 애리슨을 열애하고 있지만 말로 표현하지는 못하고 있다. 그는 매일같이 사랑하고 있음을 애리슨에게 알리고자 하지만, 오히려 애리슨은 지미로부터 멀어져 가고자 한다. 클리프도 애리슨에게 친절하게 대한다. 애리슨의 동무 헬레나가 지미를 찾아온다. 애리슨은 임신중이다(제1막). 2주일 후 지미는 세속적인 헬레나에게 혐오감을 느낀다. 그리고 애리슨이 헬레나의 유혹에 빠지지 않도록 노력하지만 도리어 역효과만 낸다. 지미는 초조해진다. 그 초조는 애리슨과 헬레나에 대한 분노로 변한다. 헬레나는 권력과 위엄으로 당당하게 응대(應對)는 하지만, 기분은 좋지 않다. 그 때문에 애리슨에게 하는 말은 잔인성을 띤 외설스런 언사이다. 다음날 저녁 때, 애리슨의 부친이 헬레나의 전보로 애리슨을 맞으러 온다. 이 군인 출신의 사람좋은 아버지를 애리슨은 애정을 갖고 맞는다. 그리고 지미에게 편지를 써두고 집을 나간다. 자기 곁을 떠난 애리슨에 대한 지미의 사랑은 점점 강해진다. 그리고 애리슨이 자기의 사랑을 알아 주지 않음에 분노를 느낌과 동시에 자기 자신에게도 초조함을 느낀다(제2막). 수개월 후의 저녁때 지미는 일상 생활의 무미 건조함을 통절하게 느끼고 강렬한 정열을 바라게 된다. 헬레나는 지미를 이해하면서도 동등한 입장으로 그를 대한다. 지미와 헬레나의 대화에는 증오마저 느껴진다. 그러나 지미는 헬레나와 함께 빠져 나와 새로운 생활을 갖고자 한다. 그때 갑자기 애리슨이 돌아온다. 그러나, 그로부터 몇 분 후 애리슨은 유산을 하고 만다. 이전의 위엄을 되찾은 헬레나는 자신의 행동은 자발적이고 또 자신의 슬픔을 깨달았기 때문이라 하고 떠난다. 지미는 비로소 애리슨에 대하여 이제까지 말할 수 없었던 것을 말할 수 있게 된다. 이를 들은 애리슨은 절망적으로 울부짖는다(제3막). 라스트신의 두 사람의 모습은 왜곡된 형태로밖에 애정이 존재하지 않는 현대 사회를 예리하게 묘사한다.

## 같이 보기
- 성난 얼굴로 돌아보라 (1959년 영화)